# 10 (album)
#10 je třinácté studiové album kanadské rockové skupiny The Guess Who, vydané v červnu roku 1973 u RCA Records. Album produkoval Jack Richardson.

## Seznam skladeb
| Pořadí | Název                    | Autor                                         | Délka |
| ------ | ------------------------ | --------------------------------------------- | ----- |
| 1.     | Take It off My Shoulders | Cummings, McDougal                            | 4:03  |
| 2.     | Musicione                | Cummings, McDougal, Peterson, Wallace, Winter | 3:55  |
| 3.     | Miss Frizzy              | Bachman, Cummings                             | 4:25  |
| 4.     | Glamour Boy              | Cummings                                      | 5:27  |
| 5.     | Self Pity                | Cummings                                      | 4:22  |
| 6.     | Lie Down                 | Cummings                                      | 4:43  |
| 7.     | Cardboard Empire         | Wallace, Winter                               | 3:25  |
| 8.     | Just Let Me Sing         | Cummings                                      | 6:13  |

## Sestava
- Burton Cummings – klávesy, zpěv
- Don McDougal – kytara
- Kurt Winter – kytara
- Bill Wallace – baskytara
- Garry Peterson – bicí

&
- Jack Richardson – producent
- Brian Christian – inženýr